# Trenéři ve škole
Trenéři ve škole je program zapojení sportovních trenérů do výuky tělesné výchovy na základních školách. Je spravován spolkem „Trenéři ve škole, z.s.“ a zajišťuje, že místní sportovní trenéři v rámci pravidelné výuky pomáhají učitelkám s tělocvikem na prvním stupni základních škol. Sporty se točí v pravidelné rotaci, tím nabízejí dětem pestrou pohybovou činnost.
V rámci programu je zákaz náborů, netlačí děti do konkrétního sportu. V hodinách tělesné výchovy se trenéři snaží rozpohybovat všechny děti, nejen ty nadané. Klade se důraz spolupráci s učitelkami tandemovou formou.
Program byl pilotně ověřen v roce 2019 na čtyřech základních školách městské části Praha 6. K březnu 2022 je do programu zapojeno 105 škol v 17 různých lokalitách České republiky. Na Slovensku běží jako vládní program pod názvem „Tréneri v škole“, je podporován vládou SR, Univerzitou Mateje Bela v Banské Bystrici a Fakulta telesnej výchovy a športu Univerzity Komenského v Bratislavě. Zakladatelé programu a hlavní osoby:
- Antonín Barák
- Jan Macháček
- Michal Prokeš
- Karol Kučera